# Acid pipemidic
Axit pipemidic là một thành viên của pyridopyrimidine lớp kháng khuẩn, mà hiển thị một số chồng chéo trong cơ chế tác dụng tương tự với quinolone chứa pyridone. Nó được giới thiệu vào năm 1979 và hoạt động chống lại gram âm và một số vi khuẩn gram dương. Nó được sử dụng cho nhiễm trùng đường tiêu hóa, đường mật và tiết niệu.